# 梵蒂冈博物馆
梵蒂冈博物馆（義大利語：Musei Vaticani）位于梵蒂冈城内，由罗马梵蒂冈大道（Viale Vaticano）可达。梵蒂冈博物馆的藏品是多个世纪以来天主教会收集、积累的成果。博物馆於1984年作为梵蒂冈城一部份被列入聯合國世界文化遗产。
16世纪时，教宗儒略二世创建了博物馆。遊客在遊覽梵蒂岡博物館時會經過由米开朗基罗裝飾的西斯汀小堂和拉斐尔房間。
2013年底止，博物馆当年的参观人数达到545萬9000人次。2023年，梵蒂岡博物館的參觀人數達680萬人次。2023年，梵蒂岡博物館在全球參觀人數最多的藝術博物館排行榜上排名第二，僅次於羅浮宮。

## 起源

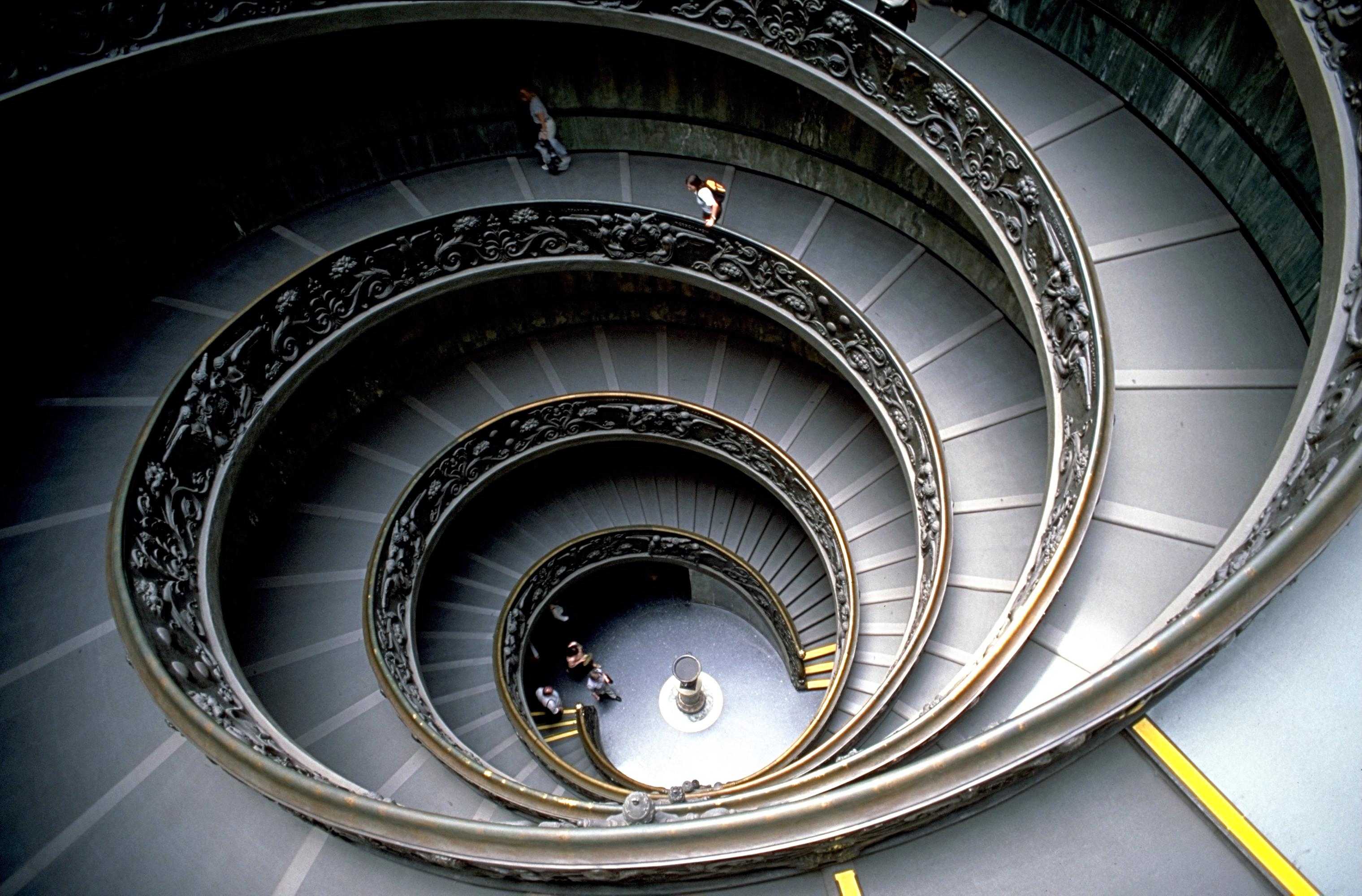
通往梵蒂冈博物馆出口的螺旋楼梯

梵蒂冈博物馆的起源可以追溯到500年前购买的一座大理石雕像。这座名为拉奥孔与儿子们的雕像于1506年1月14日在聖母大殿附近的一个葡萄园里发掘出来。教宗儒略二世派朱利亞諾·達·桑迦洛和米开朗琪罗去查看发掘成果。在他们的推荐下，教宗当机立断从葡萄园主那里买下了雕像。在发掘出雕像整一个月后，教宗就在梵蒂冈向公众展示。
梵蒂冈博物馆於2006年10月庆祝建馆500周年之际，館方向公众开放梵蒂冈山丘上公墓的发掘现场。

## 主要展馆

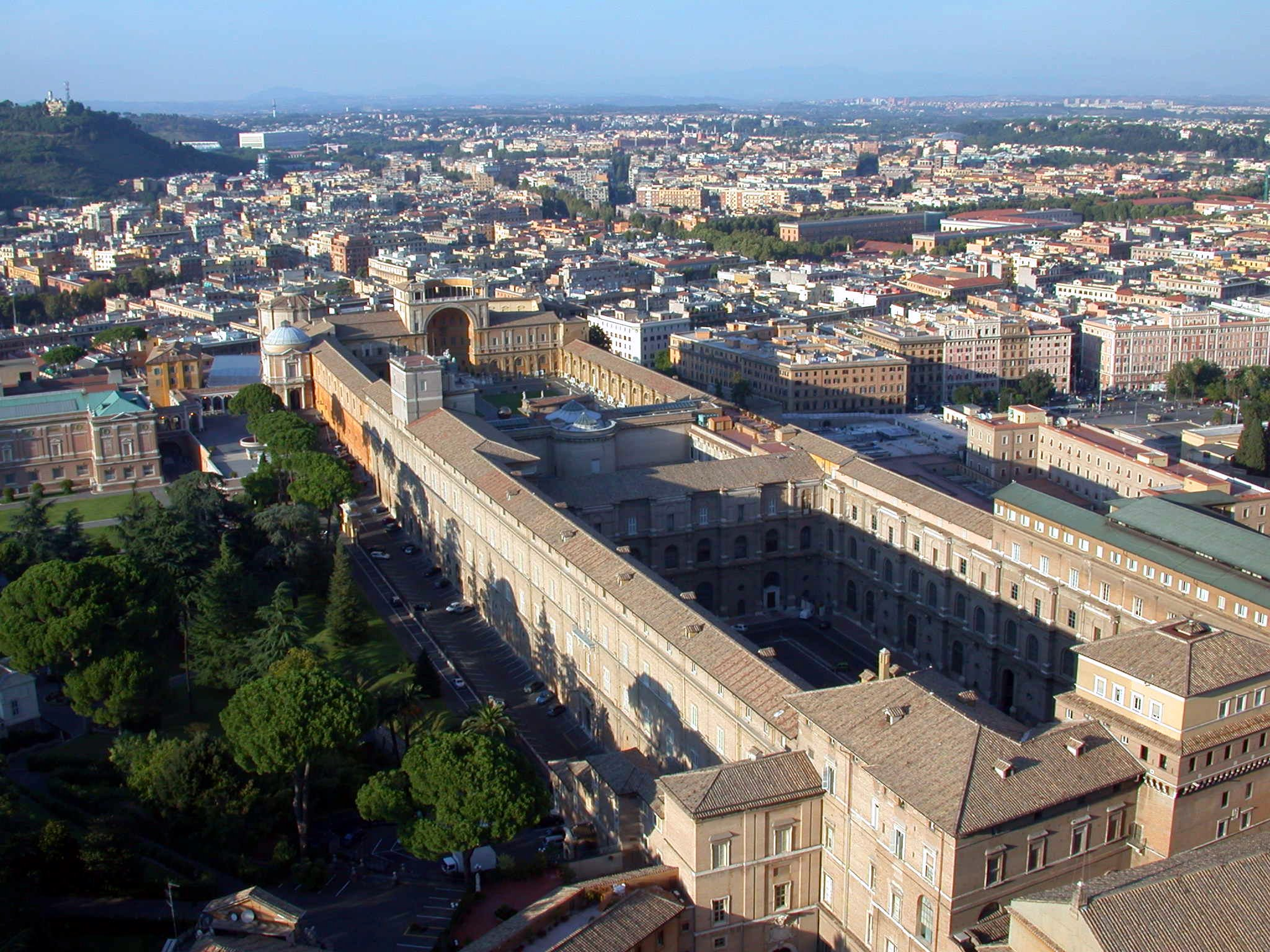
博物館鳥瞰圖

- 庇護-克勉博物馆（Museo Pio-Clementino）：以希腊、罗马时代的雕刻为主，《拉奥孔与儿子们》陈列其中；
- 額我略-伊特鲁斯博物馆（Museo Gregoriano-Etrusco）：以公元前4世纪以前的收藏品为主；
- 拉斐尔画室（Stanze di Raffaelo）：由拉斐尔及其徒弟们的壁画装饰的馆室，其中最著名的作品是《雅典学院》；
- 梵蒂冈画廊（Pinacoteca Vaticana）：主要收藏绘画作品，包括拉斐尔、达芬奇和卡拉瓦乔等人的名作。

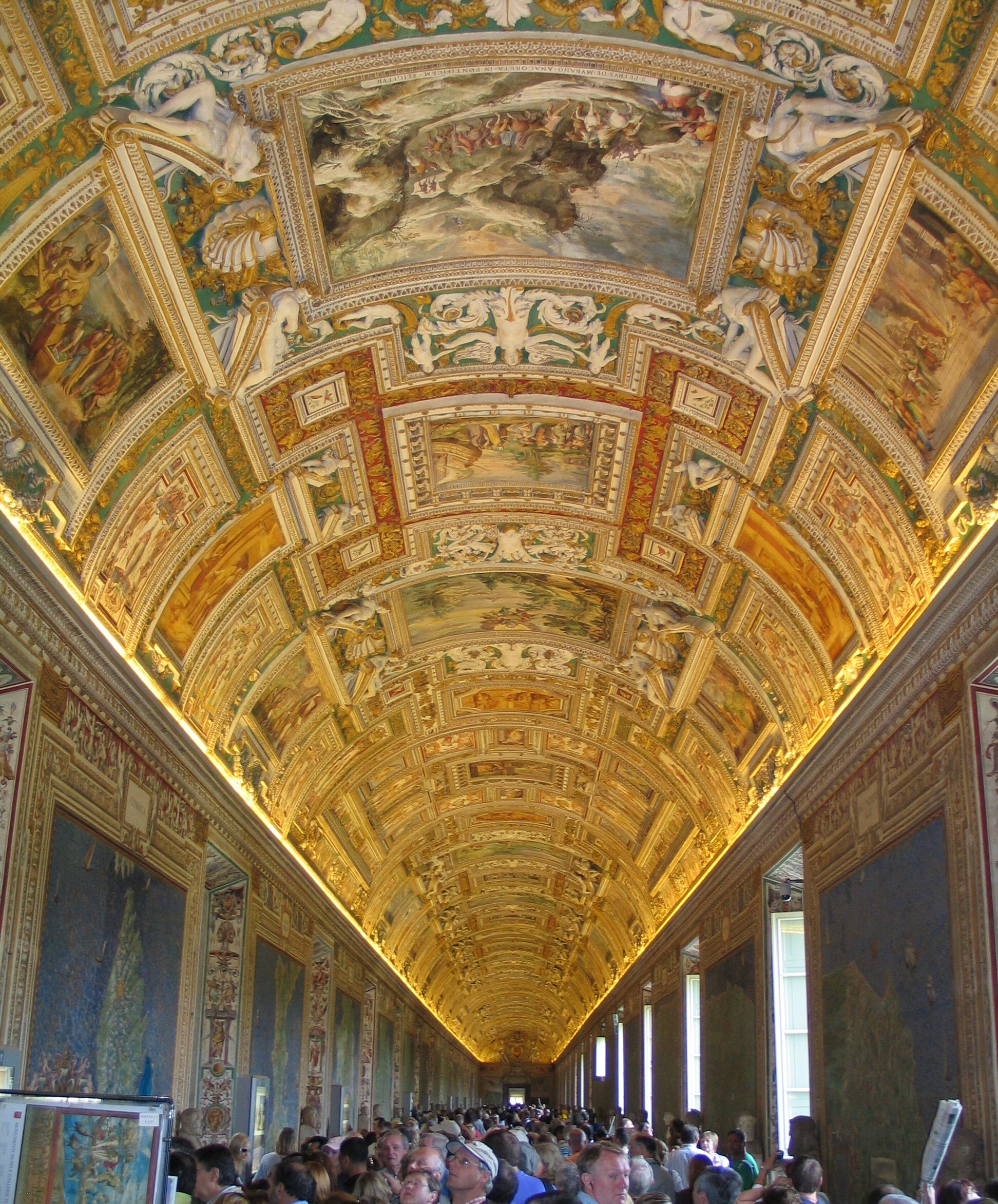
地图大厅

## 主要藏品
- 古希腊罗马雕塑和碑铭，包括拉奥孔群像、第一门的奥古斯都像、盧基烏斯·科爾內利烏斯·西庇阿·巴爾巴圖斯的墓志铭；
- 拉斐尔的大量作品，包括《创世纪》、《雅典学院》；
- 卡拉瓦乔的几幅绘画，包括《基督下葬（英语：The Entombment of Christ (Caravaggio)）》（1602年至1603年）；
- 列奥纳多·达芬奇的肖像画《在曠野的圣哲罗姆》（St. Jerome in the Wilderness）；
- 弗拉·安杰利科、乔托、 拉斐尔、尼古拉·普桑和提香的绘画作品；
- 原放置于拉特朗聖若望大殿的红色大理石教宗宝座；
- 尼各老小堂；
- 西斯汀小堂，米开朗基罗《创世纪》，《最后的审判》为其中壁画；
- 地图廊：意大利各地全图，教宗額我略十三世（1502年1月7日－1585年4月10日）委派佩鲁贾的伊尼亚齐奥·丹蒂绘于墙上。该画廊位于Belvedere庭院的西侧，长120米。Ignazio Danti 花了三年（1580年至1583年）完成了40幅画作。画廊天花上的装饰是一群风格主义画家（如Cesare Nebbia和Girolamo Muziano）的作品。

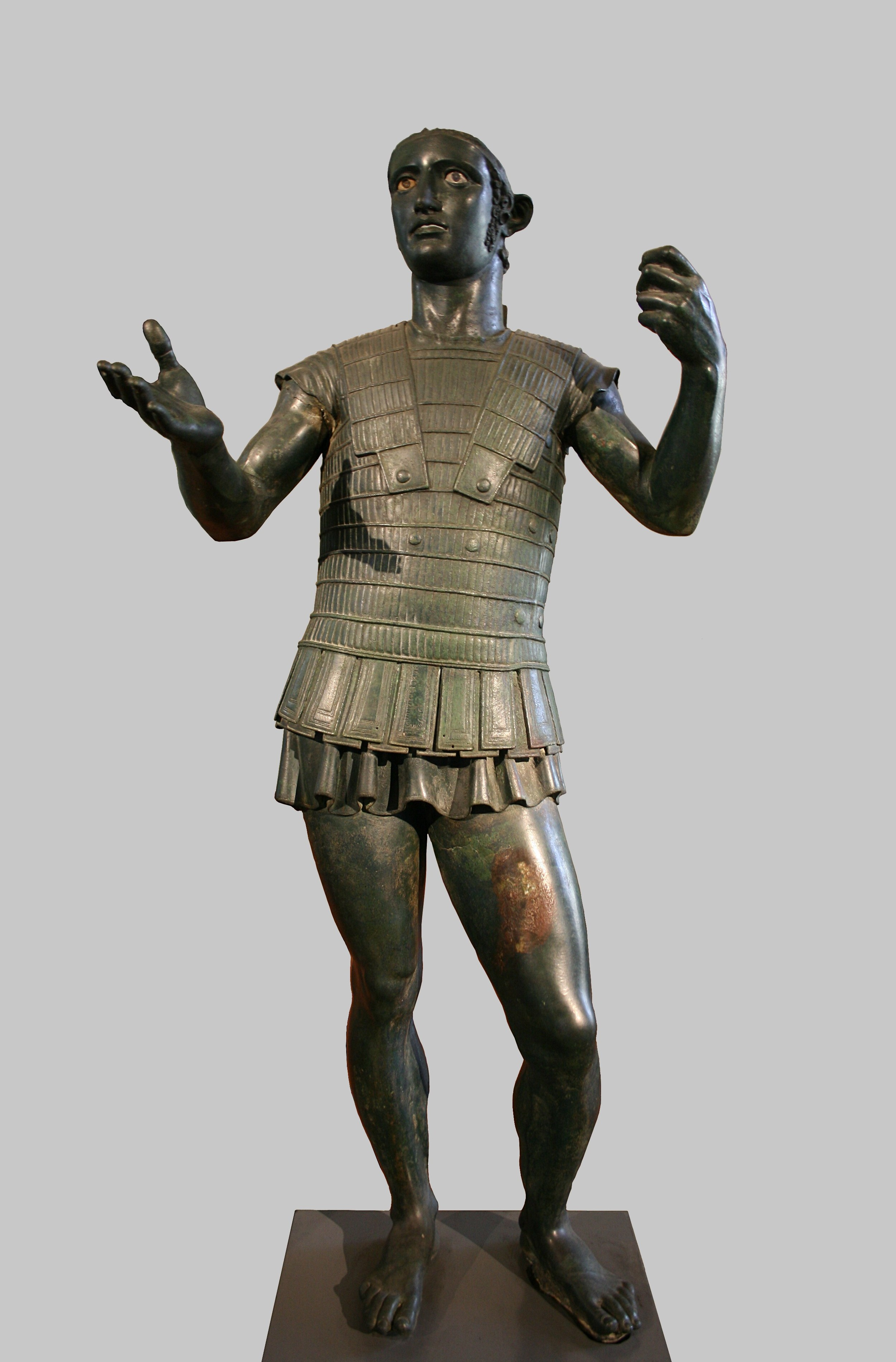
托迪的马尔斯像，古伊特鲁里亚，公元前5世纪
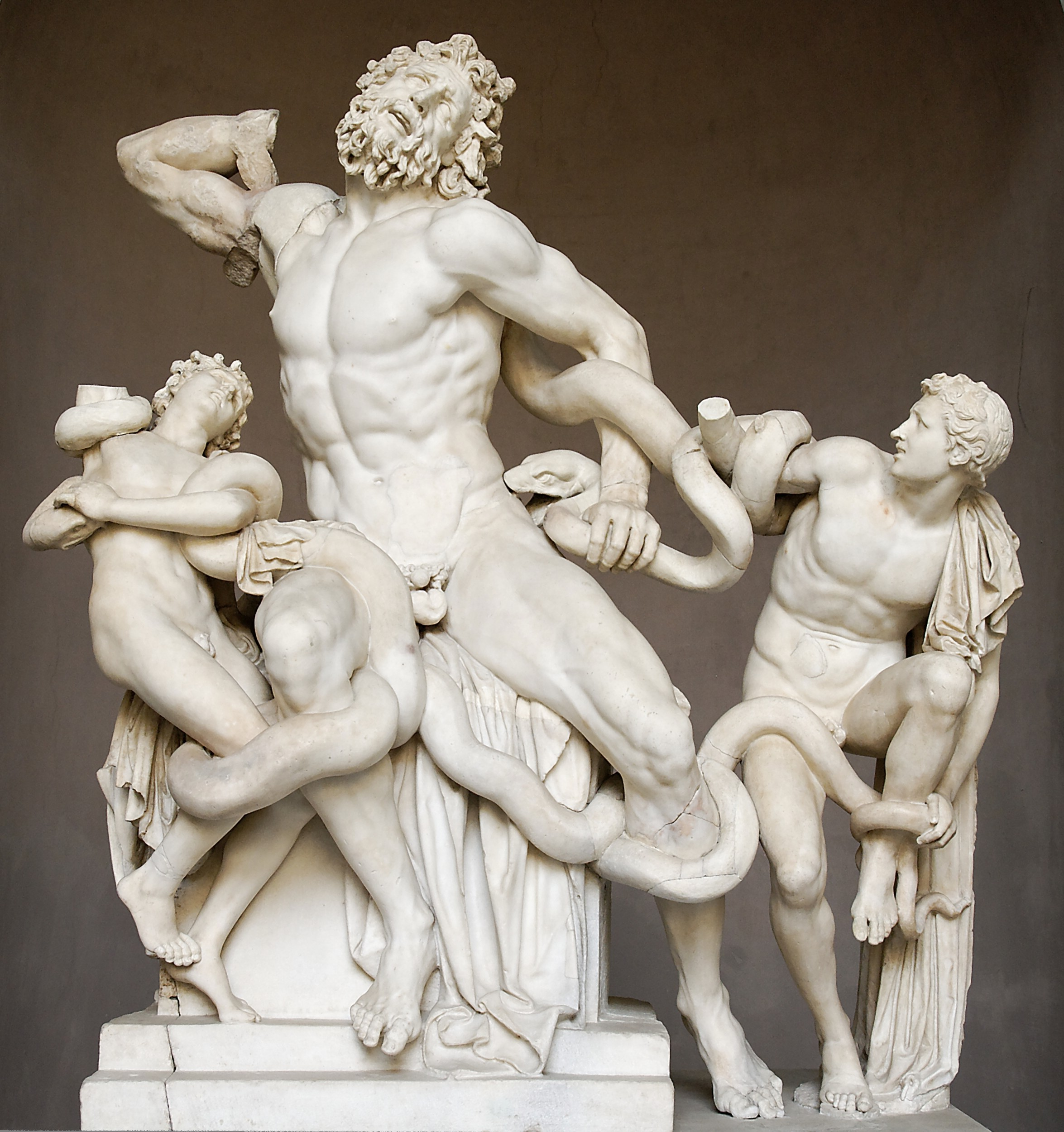
拉奥孔与儿子们
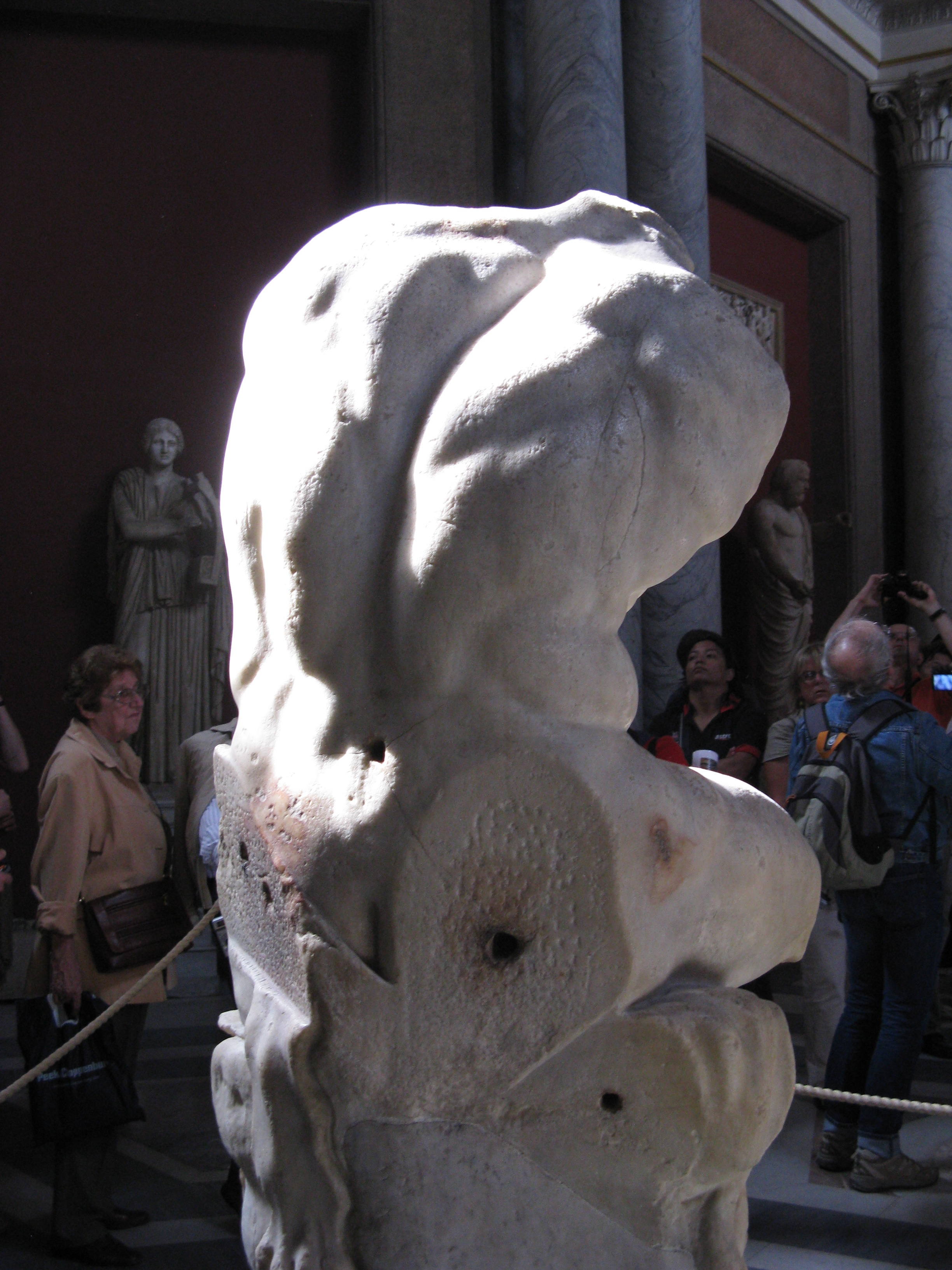
海格力士的躯干
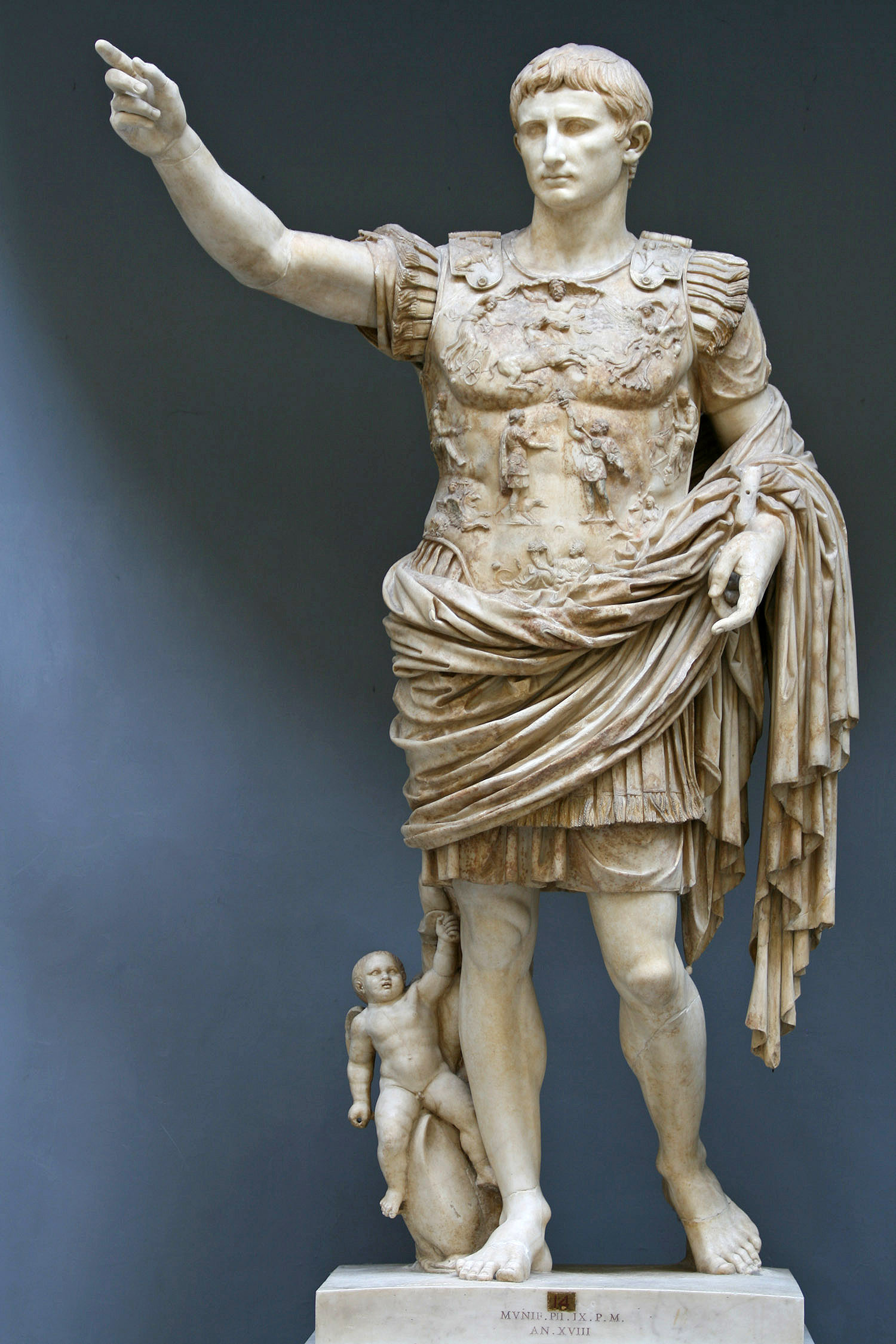
第一门的奥古斯都像
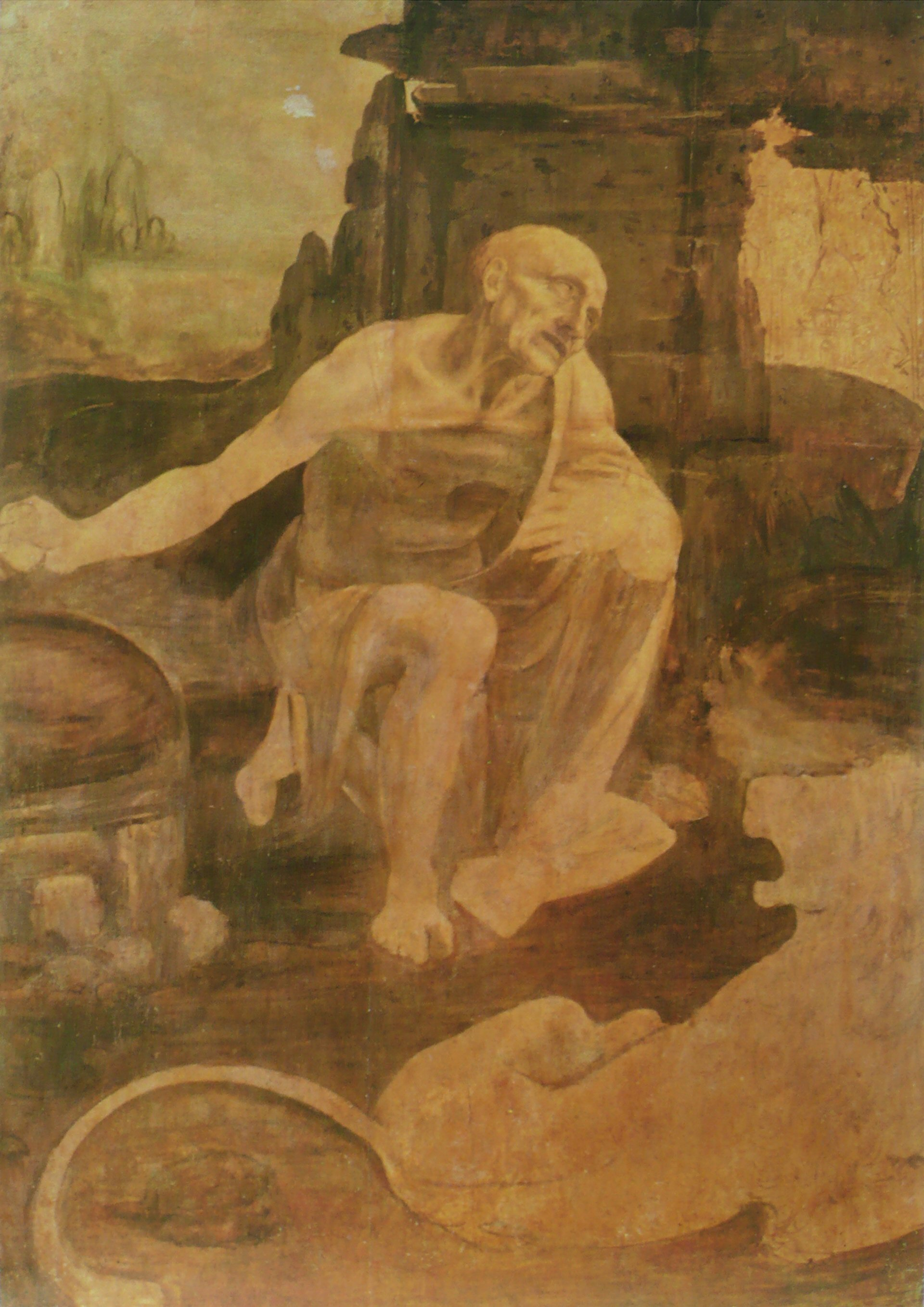
旷野的圣哲罗姆，达芬奇
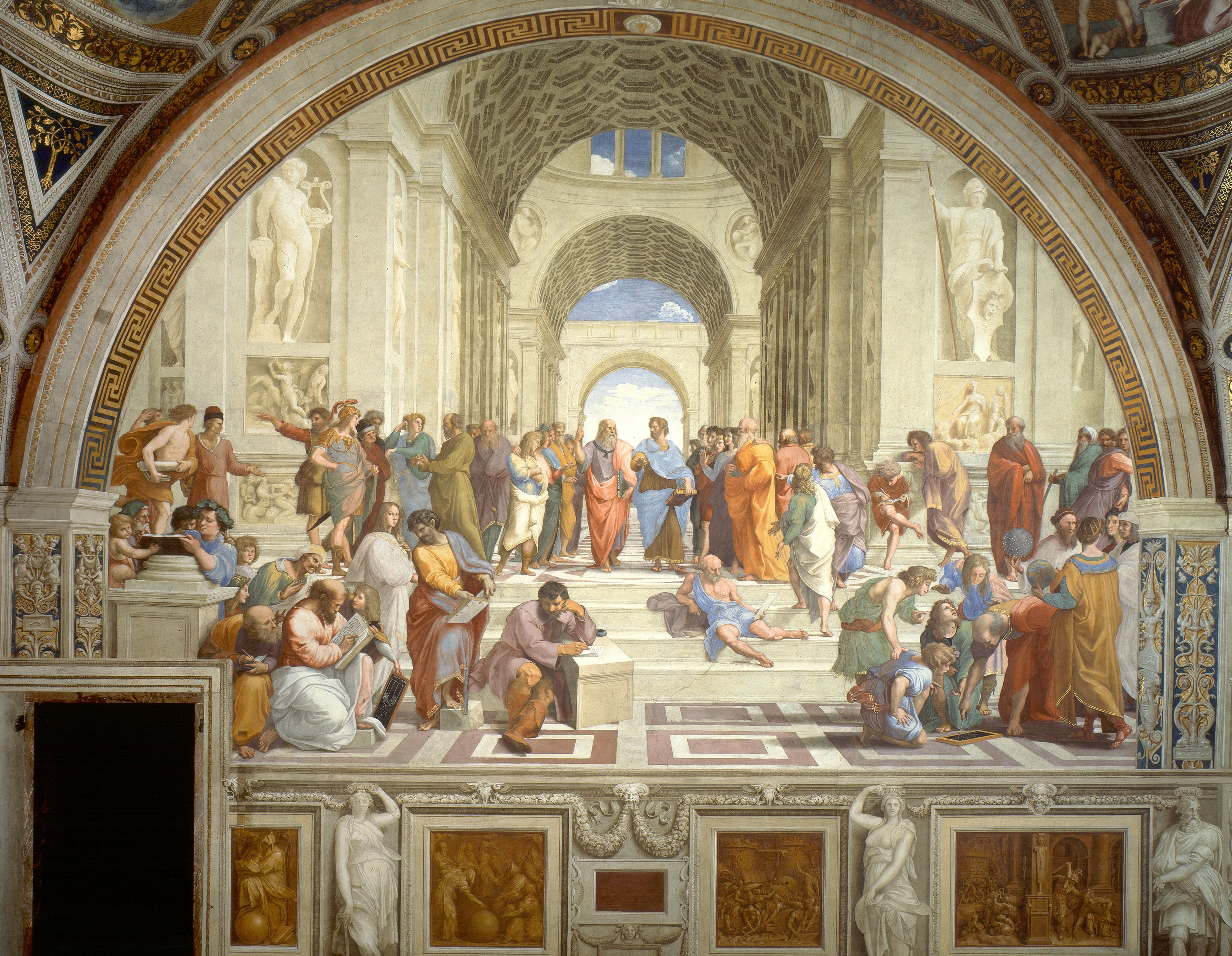
《雅典学院》，拉斐尔
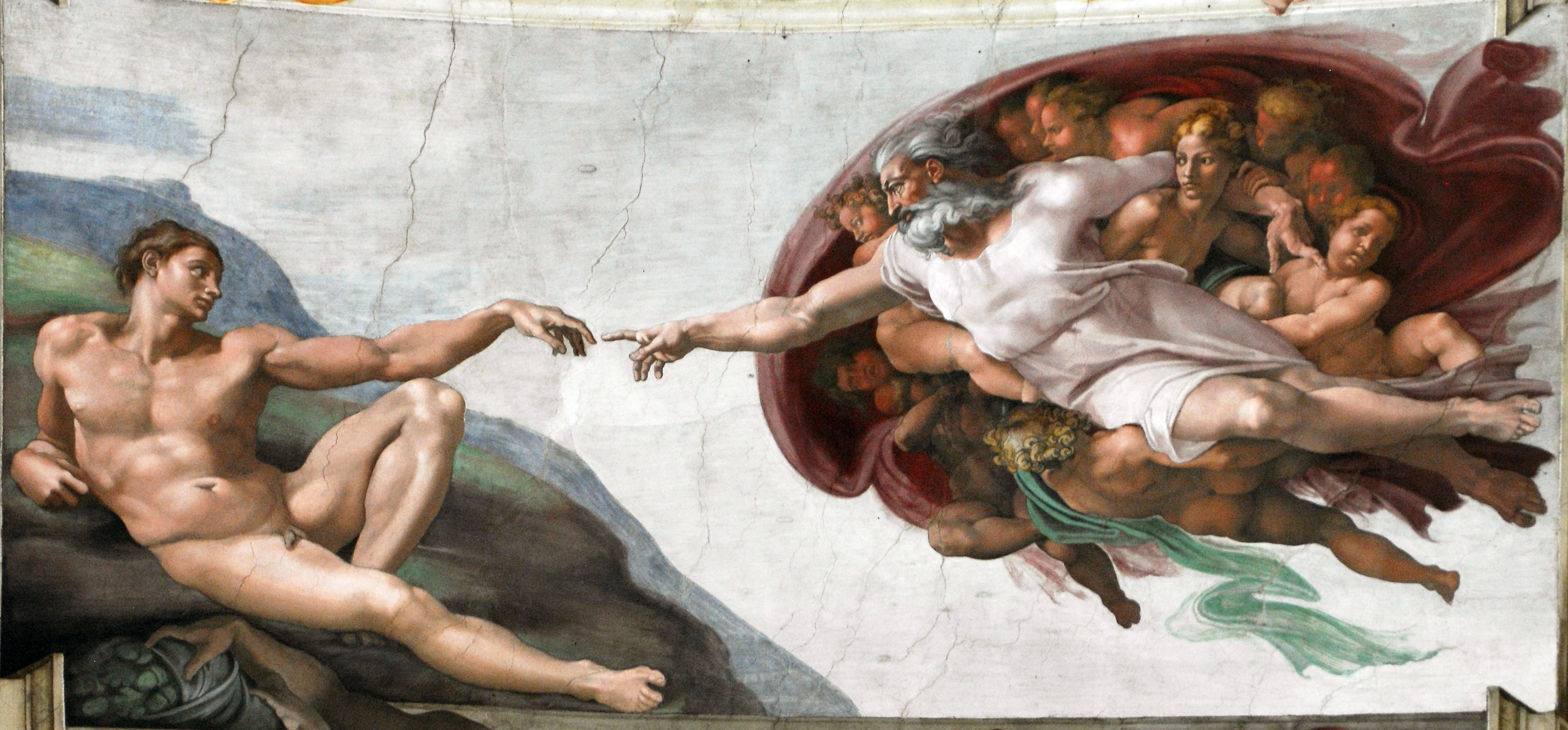
創造亞當，米开朗基罗
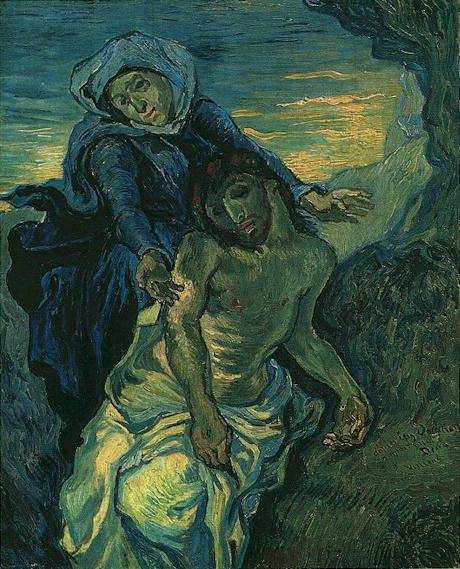
圣母怜子图（La pietà)，梵高

## 外部連結
- Vatican Museums - Official web site （页面存档备份，存于）（英文）

41°54′23″N 12°27′16″E / 41.90639°N 12.45444°E